# Gran Peste de 1738
La Gran Peste de 1738 fue una epidemia de la peste bubónica entre 1738 y 1740 que afectó a zonas del Imperio de los Habsburgo, ahora en las naciones modernas de Rumania, Hungría, Ucrania, Serbia, Croacia y Austria. Aunque no hay una cifra exacta disponible, la epidemia probablemente mató a más de 50.000 personas.
En febrero de 1738 la peste golpeó la región de Banato, después de haber sido propagada allí por el Ejército Imperial durante la guerra Austro-Turca (1737-1739).
Según la Dieta Húngara de 1740, la Gran Peste se cobró 36 000 vidas.
El sureste de Transilvania puede haber sido la zona más afectada. Durante los siguientes ocho años, la peste mató a una sexta parte de la población de Timișoara. El Monumento de la Santísima Trinidad de Timișoara en Piaţa Unirii está dedicado a las víctimas de la peste. La plaga volvería a golpear la ciudad de nuevo en 1762-1763.
Otras ciudades de la región también se vieron afectadas. Entre octubre de 1737 y abril de 1738, se notificaron 111 muertes en Zărneşti y 70 en Codlea. Más del 10% de la población de Cluj-Napoca fue asesinada por la pandemia.
La propagación de la enfermedad se extendió al Adriático. Se dirigió a la isla de Brač, en la actual Croacia.
Para el verano, la región serbia de Grad Zrenjanin también se vio afectada.